# Härtling

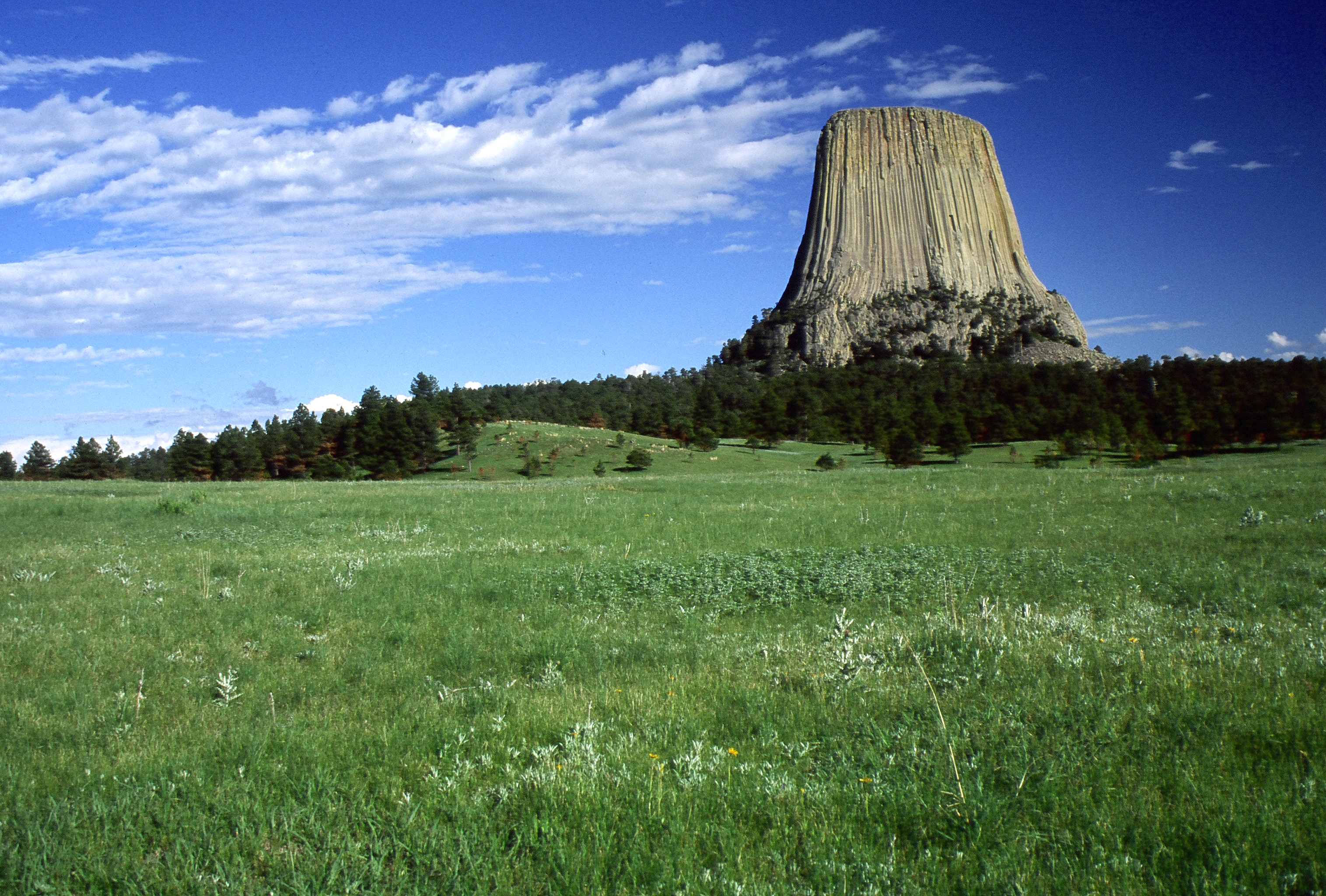
Devils Tower, ein besonders großer Härtling

Ein Härtling ist ein aufgrund der Widerstandsfähigkeit (Härte) seines Gesteins gegenüber Verwitterung und Abtragung über seine Umgebung herausragender Einzelberg, also eine Bergvollform, die gegenüber der aus weniger verwitterungsresistenten Gesteinen bestehenden Umgebung weniger stark abgetragen wurde. Quarzite, Ergussgesteine oder harte Metamorphite können als Härtling auftreten. Entsprechend den unterschiedlichen Formgestalten von Härtlingen oder auch der Vergesellschaftung von mehreren Härtlingen wird von Härtlingszügen, Härtlingsschwellen oder Härtlingslandschaften gesprochen.
Sie finden sich zum Beispiel im Gebiet des Schwäbischen Vulkans, aber auch in den Basaltkegeln einiger Mittelgebirge, beispielsweise im Böhmischen Mittelgebirge. Eine besonders große und ausgeprägte Erhebung eines Härtlings ist der Devils Tower in den USA.